# Терехове (Бердичівський район)
Терехове́ — село в Україні, у Бердичівському районі Житомирської області.

## Географія
Відстань до райцентру становить понад 14 км і проходить автошляхом М21, який збігається із E583. Населення складає 483 особи (перепис 2001 року).
Село розміщене на берегах річки Те́рехової, лівої притоки Гнилоп'яті. Територія переважно рівнинна, проте на полях переважають яри — кінське кладовище, що використовується молоддю для катання на лижах і санчатах.

## Історія

### У складі Речі Посполитої
Село Тереховка (пол. Terechowka) Житомирського повіту Київського воєводства в 1724 році сплачувало податок за 1 дим (80 дворів).
Станом на 1731 рік село належало одразу двом власникам: більша частина Чеховському (17 селян, 3 шляхтичів, 3 слуг), а менша — Мірецькому (1 селянин, 2 слуг).
Згідно перепису 1734 року Терехова (пол. Terechowa) вже у власності Ігнация Зволінського (пол. Ignacy Zwoliński).
У 1748 році підлягали оподаткуванню вже 33 дими у володінні пана Жаби.
В 1770 році в селі зведено дерев'яний православний храм на честь Параскеви.
В Люстрації 1775 року власником Терехова зазначений чернігівський ловчий Ян Бродовський гербу Лада (пол. Jan Brodowski z Brodowa h. Łada). А згодом — Пільховським (пол. Pilchowsky).

### У складі Російської імперії
В результаті Другого поділу Речі Посполитої, село Терехова опинилось в складі Махнівського повіту Брацславського намісництва Російської імперії. Згідно перепису 1795 року землі села належали Миколаю-Міхалу Павловичу Пільховському (пол. Mikołaj Michał Pilchowski), що був одружений із Євою Йосипівною Порадовською (пол. Ewa z d. Poradowskich Pilchowska) з Олики. Подружжя мало двох синів — Сильвестра-Северина та Адольфа, а також доньок: Теофілу (одружена з Йозефом Бобровським; бабуся письменника Джозефа Конрада) та Констанцію (одружена з Йозефом Копровським).
Через участь Северина й Адольфа в Листопадовому повстанні 1830—1831 років, маєток Терехове підлягав конфіскації. Але, зрештою, залишився в прижиттєвому володінні Єви Пільховської.
Станом на 1885 рік у селі Бистрицької волості Бердичівського повіту Київської губернії мешкало 535 осіб, налічувалось 84 дворових господарства, існували православна церква, церковно-прихідська школа, заїзд, вітряк і 2 водяних млини.
За переписом 1897 року кількість мешканців зросла до 705 осіб (367 чоловічої статі та 338 — жіночої), з яких 664 — православної віри.
На початку XX століття значилось 904 жителя (448 чоловічої статі та 456 — жіночої). Власницею села була Мар'я Аполлінаріївна Тарасова. Два водяних млини, що їй належали, здавались в оренду Івану Переварову.

### У складі УРСР
В 1922 році було створено сільськогосподарську артіль, на базі якої 1930 року утворився колгосп «Маяк» (з 1950 — ім. Г. І. Котовського).

#### Голодомор
В 1932–1933 роках Терехове пережило Голодомор. За даними Книги реєстрації актів цивільного стану ДАЖО, через голод померли 31 жителів села.

#### Друга світова війна
В роки війни на фронтах воювало 285 жителів села, з них 145 загинули в боях.

### Сучасність
У селі функціонує клуб, школа, сільська рада, медпункт.
В Терехові знаходиться пам'ятка історії місцевого значення — пам'ятник воїнам-односельчанам (охоронний номер 3089), присвячений радянським воїнам, які загинули в період Другої світової війни.
У Тереховому є недобудований цегляний завод 1930-х років, який перетворився на занедбану руїну.
З грудня 2016 року Терехівська сільська рада входить до складу Семенівської територіальної громади.

## Населення
Згідно з переписом УРСР 1989 року чисельність наявного населення села становила 534 особи, з яких 234 чоловіки та 300 жінок.
За переписом населення України 2001 року в селі мешкала 481 особа.

### Мова
Розподіл населення за рідною мовою за даними перепису 2001 року:
| Мова       | Відсоток |
| ---------- | -------- |
| українська | 97,72 %  |
| російська  | 2,28 %   |

## Джозеф Конрад
Достеменно досі не відомо, де саме народився відомий письменник Джозеф Конрад, уроджений Юзеф Теодор Конрад Аполлонович Коженьовський гербу Наленч (пол. Józef Teodor Konrad Korzeniowski), тому зазвичай місцем народження зазначають просто — Бердичів. За даними дослідників, саме в Терехові познайомились батьки Джозефа, Аполлон Теодорович Коженьовський (пол. Apollo Korzeniowski h. Nałęcz) та Евеліна Йосипівна Бобровська (пол. Ewelina z d. Bobrowskich Korzeniowska). Також в одній з будівель садиби Пільховських проживала молода родина Коженьовських впродовж 4 років. Тому більшість сходиться на думці, що саме тут в листопаді 1857 року народився майбутній письменник.
Тадеуш Бобровський в листах до свого племінника писав: 
«Забув сказати тобі, що ти з'явився на цей світ 21 листопада 1857 року в Бердичеві» 
Разом з тим, існує ще одна версія, щодо місця народження. Товариш Джозефа Конрада, письменник Стефан Жеромський згадував наступне:
«…Аполло Коженьовський разом із своєю дружиною поселився в селі Деребчинка, котре орендував у Теодора Собанського. Тут 6 грудня 1857 року з'явився на світ Теодор Юзеф Конрад Коженьовський…»

### Музей
У грудні 1987, до 130-річчя від дня народження письменника Джозефа Конрада у селі був відкритий музей історії села. За значні заслуги в пропаганді життя і творчості Джозефа Конрада, а також за активну участь у вивчені історії краю, історичному музеєві села Терехове присвоєне звання «Народний» у 1993 році.

## Відомі люди
- Стефан Бобровський — польський революціонер, один з керівників Польського повстання 1863 року.
- Джозеф Конрад (уродж. Юзеф Теодор Конрад Коженьовський) — письменник.
- Циханюк Олексій Русланович (2000—2023) — солдат Збройних сил України, учасник російсько-української війни, Герой України (2024, посмертно).